# Pierre Courcelle
Pierre Courcelle (* 16. März 1912 in Orléans; † 25. Juni 1980 in Paris) war ein französischer Historiker der antiken Philosophie und Spezialist der Patristik, insbesondere des Augustinus.

## Leben
Pierre Courcelle, geboren als Sohn des Kaufmanns Paul Courcelle und seiner Frau Madeleine Giroux, war Professor an der Sorbonne (1944–1952) und seit 1952 am Collège de France als Nachfolger von Alfred Ernout. Zu seinen Forschungsschwerpunkten zählten Augustinus und Boethius. 1937 heiratete er in Liège die Kunsthistorikerin Jeanne Ladmirant. Mit ihr hatte er acht Kinder: Jérôme, Jean-Pierre, Marie, Etienne, Vincent, Anne, Benoit und Pascal. Am 9. November 1972 wurde ihm die Ehrendoktorwürde der Universität Salzburg verliehen. 1965 wurde er Mitglied der Académie des Inscriptions et Belles-Lettres sowie korrespondierendes Mitglied der British Academy. Seit 1968 war er gewähltes Mitglied der American Philosophical Society. Außerdem war er Mitglied der Académie royale des Sciences, des Lettres et des Beaux-Arts de Belgique und der Kungliga Vitterhets Historie och Antikvitets Akademien in Stockholm.
Er war Mitglied der Ehrenlegion (Offizier) und Träger des Ordre des Palmes Académiques (Komtur).

## Recherches sur les Confessions de Saint Augustin
Pierre Courcelles Hauptwerk Recherches sur les Confessions de Saint Augustin trug zu einem Paradigmenwechsel in der Augustinusforschung bei. Cornelius Petrus Mayer nannte es bereits 1969 ein „epochales Werk“. „Courcelles Werk zeichnet eine bis dato unübliche Kritik gegenüber den Quellen aus. So hat er die Texte Augustins auf intellektuelle und emotionale Strömungen hin untersucht, die Augustins Leben und damit Werk beeinflusst haben. Courcelle war der erste, der den Einfluss des platonischen Denkens auf den jungen Augustin in extenso untersucht hat. Die größte Errungenschaft war jedoch der Hinweis auf die Durchdringung der christlichen Intellektuellen um Ambrosius in Mailand durch den Neuplatonismus. Diese These begründet die Forschungsgeschichte der folgenden Jahrzehnte. Die Besonderheit im Werk Pierre Courcelles ist, dass er Augustinus weiterhin als Christ verstanden hat, andererseits darauf beharrt, dass das Christentum Augustins ein platonisches war. Diesen Punkt stellt Courcelle im Gegensatz zu den Forschungsbeiträgen vor ihm in den historischen Zusammenhang, durch den er aufzeigt, dass die Christen um Ambrosius in Mailand um 380 von platonischen Gedanken geprägt waren.“ Trotz zunehmender Kritik an den Thesen Courcelles „in der jüngeren Vergangenheit … ist festzuhalten, dass Pierre Courcelles Untersuchung als ein Meilenstein anzusehen ist, der die Augustinforschung deutlich voran gebracht hat.“

## Veröffentlichungen (Auswahl)
- Le site du monastère de Cassiodore. In: Mélanges d’archéologie et d’histoire. Band 55, 1938, S. 259–307.
- Les lettres grecques en occident de Macrobe à Cassiodore.  E. de Boccard, Paris 1943 (= Bibliothèque des écoles françaises d’Athènes et de Rome. Band 159).
- Paulin de Nole et saint Jerôme. In: Revue des Etudes Latines. Band 25, 1947, S. 250–280.
- Histoire littéraire des grandes invasions germaniques. Paris 1948.
- Recherches sur les Confessions de Saint Augustin. Paris 1950.
- L’Entretien de Pascal et Sacy. Ses sources et ses énigmes. Paris 1960.
- Les confessions de Saint Augustin dans la tradition littéraire. Antécédents et postérité. Paris 1963.
- La consolation de philosophie dans la tradition littéraire. Antécédents et postérité de Boèce. Paris 1967.
- Recherches sur Saint Ambroise. Paris 1973.
- Connais-toi toi-même. Paris 1974.
- Gefängnis (der Seele). In: RAC. 9, 1976, S. 294–318.